# اسلام أباد (زيرراه)
إسلام أباد (بالفارسية: اسلام‌آباد) هي قرية تقع في إيران في قسم زيرراه الريفي. يقدر عدد سكانها بـ 232 نسمة بحسب إحصاء 2016.